# Mezzojuso
Mezzojuso (sicilià: Menzujusu, arbëreshë Munxhifsi) és un municipi italià, dins de la ciutat metropolitana de Palerm. L'any 2007 tenia 3.567 habitants. Limita amb els municipis de Campofelice di Fitalia, Cefalà Diana, Ciminna, Godrano, Marineo, i Villafrati

## Administració
| Període | Identitat         | Partit |
| ------- | ----------------- | ------ |
| 2006-   | Nicola Cannizzaro | PdL    |